# Campeonato Argentino de Futebol de 1951
O Campeonato Argentino de Futebol de 1951 foi a vigésima primeira temporada da era profissional da Primeira Divisão do futebol argentino. O certame foi disputado em dois turnos de todos contra todos, entre 15 de abril e 5 de dezembro. O Racing Club sagrou-se campeão argentino, pela décima segunda vez.

## Participantes
| Equipe             | Cidade       |
| ------------------ | ------------ |
| Atlanta            | Buenos Aires |
| Banfield           | Banfield     |
| Boca Juniors       | Buenos Aires |
| Chacarita Juniors  | Villa Maipú  |
| Estudiantes        | La Plata     |
| Ferro Carril Oeste | Buenos Aires |
| Gimnasia y Esgrima | La Plata     |
| Huracán            | Buenos Aires |
| Independiente      | Avellaneda   |
| Lanús              | Lanús        |
| Newell's Old Boys  | Rosario      |
| Platense           | Buenos Aires |
| Quilmes            | Quilmes      |
| Racing Club        | Avellaneda   |
| River Plate        | Buenos Aires |
| San Lorenzo        | Buenos Aires |
| Vélez Sarsfield    | Buenos Aires |

## Classificação final
| Pos | Equipes               | J  | V  | E  | D  | GM | GS | Pts |
| --- | --------------------- | -- | -- | -- | -- | -- | -- | --- |
| 1   | Banfield              | 32 | 17 | 10 | 5  | 63 | 33 | 44  |
| 1   | Racing Club           | 32 | 16 | 12 | 4  | 60 | 37 | 44  |
| 3   | River Plate           | 32 | 16 | 11 | 5  | 69 | 42 | 43  |
| 4   | Independiente         | 32 | 16 | 7  | 9  | 74 | 51 | 39  |
| 5   | Lanús                 | 32 | 14 | 9  | 9  | 62 | 49 | 37  |
| 6   | Boca Juniors          | 32 | 11 | 13 | 8  | 46 | 38 | 35  |
| 6   | San Lorenzo           | 32 | 13 | 9  | 10 | 46 | 41 | 35  |
| 8   | Chacarita Juniors     | 32 | 12 | 9  | 11 | 58 | 55 | 33  |
| 8   | Vélez Sarsfield       | 32 | 10 | 13 | 9  | 57 | 58 | 33  |
| 10  | Estudiantes LP        | 32 | 11 | 7  | 14 | 65 | 55 | 29  |
| 11  | Newell's Old Boys     | 32 | 10 | 8  | 14 | 40 | 58 | 28  |
| 12  | Ferro Carril Oeste    | 32 | 8  | 11 | 13 | 50 | 55 | 27  |
| 13  | Platense              | 32 | 9  | 7  | 16 | 51 | 64 | 25  |
| 14  | Huracán               | 32 | 6  | 12 | 14 | 44 | 59 | 24  |
| 14  | Atlanta               | 32 | 8  | 8  | 16 | 46 | 79 | 24  |
| 16  | Quilmes               | 32 | 7  | 9  | 16 | 52 | 79 | 23  |
| 17  | Gimnasia y Esgrima LP | 32 | 4  | 13 | 15 | 41 | 71 | 21  |

|  |            |
|  | Rebaixado. |